# 杜文
杜文（1978年12月20日-），汉族，蒙古名乌兰图克（蒙古语：ᠤᠯᠠᠭᠠᠨᠲᠤᠭ，意为“红旗”）。曾任内蒙古自治区人民政府法制辦公室法律顾问室副主任、典章法学与社会学研究院院长，曾先后担任杨晶、巴特尔、胡春华等人的法律顾问，多次与中国国务院政府法治研究中心合作开展有关中国法治现状的研究。2016年，因公款送礼案被判处11年有期徒刑。2023年1月4日出狱，同年10月流亡比利时。

## 早年经历
1978年12月20日，杜文出生于内蒙古赤峰市克什克腾旗土城子镇小苇塘村:6。1990年8月，全家迁至经棚镇:18。1997年，由于不懂报志愿，在过一本线的情况下漏档，最终被内蒙古中山学院录取，就读法律系法学专业:20。
1999年大学毕业，9月到赤峰市司法局法律援助中心工作，开设法律事务所:23。杜文先后给51家企业担任法律顾问，代理各类案件313起，胜诉289起:24。在红山广播电台、红山晚报、赤峰市电视台均开设了普法栏目，在代理一起案件时结识了时任内蒙古自治区高级人民法院分管审判监督的常务副院长武志忠，2002年3月，赤峰市司法局法律事务所撤销，杜文离开政府部门，就任中国法制日报社驻内蒙古记者站法律事务部主任:25。2003年，杜文参加了筹建《民主与法治》杂志社驻内蒙古记者站的工作，并就任副站长:29。
2005年，应武志忠邀请出任内蒙古自治区法律顾问委员会副主任。2006年，杜文与武志忠家人共同出资建立内蒙古典章法学和社会学研究所，担任所长，其主管单位是内蒙自治区政府法制办，研究所免费承担内蒙古自治区法律顾问委员会办公室工作经费。此外，武志忠的生活费用也拿到研究所报销:78。
2007年7月，杜文与武志忠以内蒙古典章法学和社会学研究所的名义在商务印书馆出版了《成吉思汗法典及原论》，书中提出，公元1206年颁布实施的《成吉思汗法典》是世界上第一部具有宪法意义、包含宪政内容的成文法典:52。此书出版后，内蒙古典章法学与社会学研究所得到内蒙古自治区政府高层的关注，升级为内蒙古典章法学与社会学研究院，杜文任院长:53。
2008年3月，杜文将自己在内蒙古典章法学和社会学研究院49%的股权完全转让，收入均以劳务费、咨询费的方式收取:103。

## 公款送礼案
2007年3月，内蒙古自治区政府在深圳的一块土地发生纠纷，政府决定派人赴深圳协调。
2008年11月，内蒙古法制办向财政厅暂借2200万深圳土地案的专项办案经费，并打入内蒙古典章法学与社会学研究院的账户。根据杜文的说法，他和时任自治区法制办主任武志忠等到深圳“送礼”，从2200万专项办案经费中支取210万元，作为“感谢费”送出。之后有关方面又安排人到北京协调，又有一笔412万元的“协调费”出现。这两次协调杜文都作为具体经办人参与。
2010年3月，杜文向乌兰巴特尔举报武志忠夫妇挪用公款，迫使武志忠夫妇归还。5月，杜文夫妇因武志忠举报涉嫌犯非法持有枪支罪被刑拘:180-181。
2012年1月4日，呼和浩特市中级法院为杜文办理了取保候审，但杜文随即又被检察院逮捕。8月2日，呼和浩特市中级法院一审认定杜文贪污罪名成立，判刑15年。贪污的款项即是两次“送礼”的492万。
2013年10月，内蒙古自治区高级法院以原审法院认定事实不清，适用法律不当为由，发回呼和浩特市中级法院重审。杜文家人坚持认为，杜文只是替政府“跑腿儿”的，在举报上级武志忠后遭到打击报复。
2015年7月17日上午，呼和浩特市中院重审一审宣判杜文犯贪污罪判处有期徒刑十三年；犯挪用公款罪，判处有期徒刑四年，决定执行有期徒刑十五年，杜文当庭提出上诉。
2016年4月29日，杜文案重审二审在内蒙古高院开庭，经过近9小时审理后，法官宣布择日宣判。7月4日，内蒙古高院下达重审二审判决，认定杜文贪污公款2285481.9元，构成贪污罪，鉴于杜文在共同犯罪中起次要作用，系从犯，并有举报武志忠挪用公款的立功情节，依法应当从轻处罚；在武志忠等人挪用公款1420万元的过程中，杜文参与了预付工程款的协商，其行为构成挪用公款的共犯。两罪合并执行判有期徒刑11年，并处罚金人民币200万元。

## 出狱与流亡
2023年1月4日，杜文刑满释放。 2023年11月，杜文夫妇持港澳通行证到香港。之后在日本办理了赴比利时的人道主义探亲签，于12月到达布鲁塞尔定居。
流亡后，杜文开始爆料中国官场的政治内幕。声称自己是被当时内蒙古自治区高层领导巴特尔、胡春华等人当做替罪羊，在狱中假装失忆五年逃过了追杀。

## 延伸阅读
- 武志忠、杜文. 内蒙古典章法学与社会学研究所. 《成吉思汗法典及原论》. 商务印书馆. 2007. ISBN 978-7-100-05458-4.